# Présidence grecque du Conseil de l'Union européenne en 1994
La présidence grecque du Conseil de l'Union européenne en 1994 désigne la troisième présidence du Conseil de l'Union européenne effectuée par la Grèce depuis son adhésion à la Communauté économique européenne en 1981.
Elle fait suite à la présidence belge de 1993 et précède celle de la présidence allemande du Conseil de l'Union européenne à partir du 1er juillet 1994.